# Estola fratercula
Estola fratercula är en skalbaggsart som beskrevs av Maria Helena M. Galileo och Martins 1999. Estola fratercula ingår i släktet Estola och familjen långhorningar. Inga underarter finns listade i Catalogue of Life.